# 懸賞廣告
懸賞廣告是指以廣告聲明對完成一定行為之人給付報酬者。

## 法律性質之爭議
針對懸賞廣告之法律性質，學說上迭有爭議，可分為單獨行為說與契約說：

### 單獨行為說（德國）
此說為德國學界通說所採，認為懸賞廣告因廣告人一方之意思表示即可成立。

### 契約說（中華民國）
此說為該國民法第164條所採，認為廣告係廣告人之要約，而相對人完成一定行為則係承諾（意思實現，無須通知廣告人），至此懸賞廣告契約方成立。

## 優等懸賞廣告
指完成廣告行為之人須經廣告人評定為優等者，始給付報酬之謂。